# Hyssura vimsae
Hyssura vimsae är en kräftdjursart som först beskrevs av Brian Frederick Kensley 1978.  Hyssura vimsae ingår i släktet Hyssura och familjen Hyssuridae. Inga underarter finns listade i Catalogue of Life.